# マイケル・オマーティアン
マイケル・オマーティアン（Michael Omartian、1945年11月26日 - ）は、アメリカ合衆国出身のミュージシャン、音楽プロデューサー。

## 概要
グラミー賞を受賞したクリストファー・クロスのデビュー・アルバム/シングルをはじめ、ホイットニー・ヒューストン、マイケル・ボルトン、ピーター・セテラ等、数々のアーティストのプロデューサーとして有名。「ウィ・アー・ザ・ワールド」では、クインシー・ジョーンズと共同でプロデュースを担当している。

## 略歴
イリノイ州出身。1970年代前半には、ロサンゼルスでスタジオ・ミュージシャン（キーボード奏者）として活動を始めている。ロギンス&メッシーナのデビュー・アルバムでの演奏は特に評価され、ケニー・ロギンスが正式メンバーとして勧誘したが、この時は辞退している。
1974年、初のソロ・アルバム『ホワイト・ホース (White Horse)』をリリース。その後もスタジオ・ミュージシャンとしての活動を続けるかたわら、プロデューサーとしても仕事を手がける様になった。1979年にリリースされたクリストファー・クロスのファースト・アルバム『南から来た男』は1980年度のグラミー賞のアルバム・オブ・ザ・イヤー(Album of the Year)を、さらにシングル・カットされた「セイリング」はレコード・オブ・ザ・イヤー等を受賞した。1983年のドナ・サマーのヒット曲「She Works Hard for the Money」の作詞作曲も手掛ける。

## ディスコグラフィ

### リーダー・アルバム
- 『ホワイト・ホース』 - White Horse (1974年)
- Adam Again (1977年)
- 『Seasons Of The Soul』 - Seasons of the Soul (1979年) ※マイケル&ストーミー・オマーティアン名義
- 『THE BUILDER』 - The Builder (1980年) ※マイケル&ストーミー・オマーティアン名義
- 『メインストリーム』 - Mainstream (1982年) ※マイケル&ストーミー・オマーティアン名義
- Conversations (1986年)
- 『ザ・レース』 - The Race (1991年)